# Enola Gay

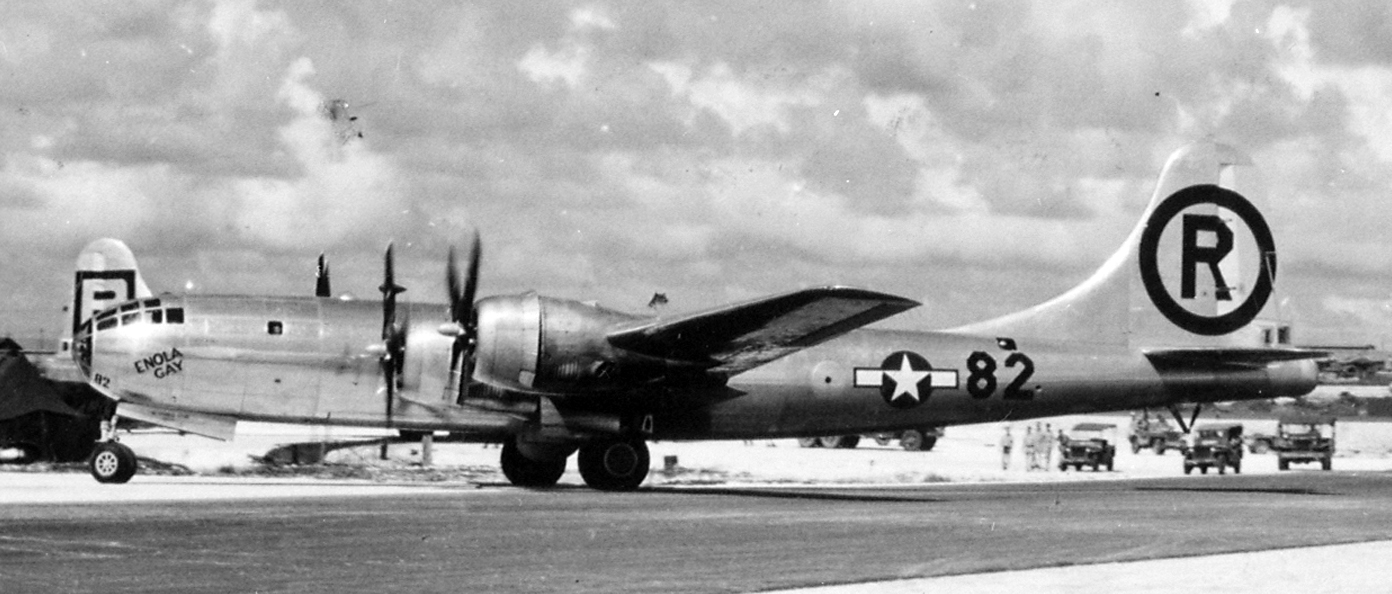
De Enola Gay landt weer op Tinian, na haar missie naar Hiroshima, Japan.

Enola Gay is een Amerikaanse B-29 Superfortress-bommenwerper die tijdens de Tweede Wereldoorlog op 6 augustus 1945 de eerste atoombom, met de naam Little Boy, boven Hiroshima afwierp. Hierdoor kwamen 78.000 mensen direct om. Door de na-effecten als gevolg van de ioniserende straling liep het dodental uiteindelijk op tot ongeveer 140.000 eind 1945. Drie dagen later vloog de Enola Gay ook mee met de missie naar Nagasaki, maar deze keer als een verkenningsvliegtuig ter ondersteuning van de Bockscar.
Nadat de oorlog ten einde gekomen was, keerde de Enola Gay terug van haar basis op Tinian in de Pacific naar de Verenigde Staten. Daar werd ze geselecteerd voor Operation Crossroads, maar uiteindelijk niet gebruikt voor de nucleaire tests.
Na Operation Crossroads werd de Enola Gay verplaatst naar het Smithsonian in 1949. In de jaren 80 werd een script opgesteld om het vliegtuig voor het eerst tentoon te stellen, ter ere van de 50ste verjaardag van het einde van de oorlog, met een enorm publiek en politiek debat over hoe dit precies moet gebeuren als gevolg. Uiteindelijk werd het hele plan in 1995 geschrapt en werd de Enola Gay slechts gedeeltelijk en beknopt tentoongesteld in het National Air and Space Museum. In 2003 werd het volledig gerestaureerde vliegtuig tentoongesteld, wat ook weer geen controverse ontliep. De Enola Gay is sindsdien nog steeds te bezichtigen in het Steven F. Udvar-Hazy Center van het Museum in het noorden van Virginia.

## De 509th Composite Group
Op 14 juni 1945 werd de Enola Gay door een van kolonel Paul Tibbets’ rechterhanden, kapitein Robert A. Lewis geselecteerd en verscheept naar Wendover Air Force Base in Utah, waar de 509th al negen maanden geïsoleerd had getraind. Tegen 27 juni 1945 waren Lewis en zijn crew klaar om naar Tinian in de Marianen te verhuizen. Onderweg stopten ze in Guam op 2 juli, waar het bommenruim van het vliegtuig verder werd aangepast.
In de volgende weken gebeurden er vele oefeningen. Op 12 juli deed de Enola Gay mee aan een luchtaanval op Marcuseiland met het maximumgewicht van 67 ton bij take-off. Alle bemanningsleden moesten 6 missies meevliegen om zich voor te bereiden op de gevechtsomstandigheden van hun uiteindelijke missie. Hoewel Tibbets een druk schema had, maakte hij tijd om mee te vliegen op sommige van deze oefenmissies. Wel was hem verboden mee te vliegen boven Japan, omdat hij te veel wist om gevangenschap te riskeren. Alle andere leden van de 509th wisten amper iets, dus liepen dat gevaar niet. Zij wisten slechts dat hun missie “speciaal” was en niet meer.
Toen de groep na de bombardementen van Hiroshima en Nagasaki terugkeerde naar de V.S., zetelde ze zich in Roswell Army Air Base, New Mexico. Snel daarna werd het de kern van het nieuwe Strategic Air Command.
In augustus 1946 reisde wat nu de 509th Bombardment Group heette terug naar de Pacific, waar het deelnam aan Operation Crossroads. Het werd opnieuw aangewezen tot de 509th Bombardment Wing in 1947. Het vliegtuig werd bewaard op verscheidene locaties en gebruikt bij verschillende missies doorheen de jaren. In de jaren 90 werden alle B-29's van de Air Force toegewezen aan de 509th, gestationeerd in Whiteman Air Force Base, Missouri.

## Bouw van deEnola Gay

### Model
Laat in 1944 selecteerden AAF-leiders de Martin-lopende band om een escadron van B-29's, codenaam SILVERPLATE, te produceren. Martin paste deze Superfortresses aan door alle geschutskoepels te verwijderen (behalve die in de staart), de pantserplaat te verwijderen, Curtiss-elektrische propellers te installeren en het bommenruim aan te passen om plaats te hebben voor de atoombommen.
De AAF wees 15 van deze Silverplate-vliegtuigen toe aan de 509th Composite Group onder het bevel van Tibbets. Zijn piloten en hijzelf kregen geen specifiek vliegtuig toegewezen, ze moesten met elk vliegtuig op elk moment kunnen vliegen.
Op 18 mei 1945 leverde de Martin Aircraft-fabriek uit Omaha (Nebraska) vliegtuigserienummer 44-86292 aan de U.S. Army Air Forces. Ze was een van de 536 door Boeing ontworpen B-29's die in de Omahafabriek was samengesteld, en een van de vierduizend Superfortresses die gebouwd en geleverd zou worden door Boeing, Martin en andere bedrijven voor de oorlog. Specifiek deze B-29 Superfortress was ontworpen als een model B-29-45-M0. Haar spanwijdte van 43,18 meter, lengte van 30,2 meter en 4 Wright 2200 hp, R-3350-57 Cyclone-motoren lieten haar toe om op te stijgen met een gewicht van 67 ton als ze volledig volgeladen was. De maximumhoogte die ze haalde, was zo’n 10.000 meter, bijna 7 mijl boven de zeespiegel. Vier weken nadat ze de fabriek verlaten had, werd de Superfortress 44-86292 aangepast om haar te veranderen in een “Special Mission”-vliegtuig.
| Spanwijdte     | 43 m                                                           |
| Lengte         | 30,2 m                                                         |
| Hoogte         | 9 m                                                            |
| Gewicht (leeg) | 32.580 kg                                                      |
| Gewicht (vol)  | 63.504 kg                                                      |
| Topsnelheid    | 546 km/h                                                       |
| Motoren        | 4 Wright R-3350-57 Cyclone turbo-supercharged radials, 2200 hp |
| Bewapening     | twee .50 caliber machinegeweren                                |
| Geschut        | Little Boy atoombom                                            |
| Fabrikant      | The Martin Company, Omaha, Nebraska, 1945                      |
| Radiocode      | Victor 12 (later veranderd naar Victor 82)                     |

### Naamgeving
Oorspronkelijk heette de Enola Gay gewoon “number 82”. Gezagvoerder Tibbets besloot de B-29 waarmee hij op 6 augustus vloog Enola Gay te noemen, naar zijn moeder (wier naam Enola Gay Haggard was voordat ze met zijn vader trouwde). In de vroege ochtend, net voor de missie, liet Tibbets een jonge onderhoudsman genaamd Private Nelson Miller de naam in grote drukletters net onder het raampje van de piloot aan bakboord schilderen.
Op die 5 augustus brak er ruzie uit tussen Tibbets en zijn copiloot Robert Lewis, die ervan uit was gegaan dat hij de piloot zou zijn van de missie en die zich vragen stelde bij de plotse omdoping van de B-29 naar Enola Gay.
Tibbets dacht, zoals hij schreef in zijn autobiografie, aan zijn 'dappere roodharige moeder, wier stille vertrouwen een oorsprong van kracht was geweest sinds zijn kindertijd.’
Op haar beurt was de moeder van Tibbets vernoemd naar de hoofdpersoon van de roman Enola; Or, Her Fatal Mistake uit 1886. Het boek, gelezen door haar vader kort voor ze geboren werd, gaat over een eenzame en ongelukkige vrouw. Achterstevoren gelezen luidde haar naam 'alone'.

## Crews

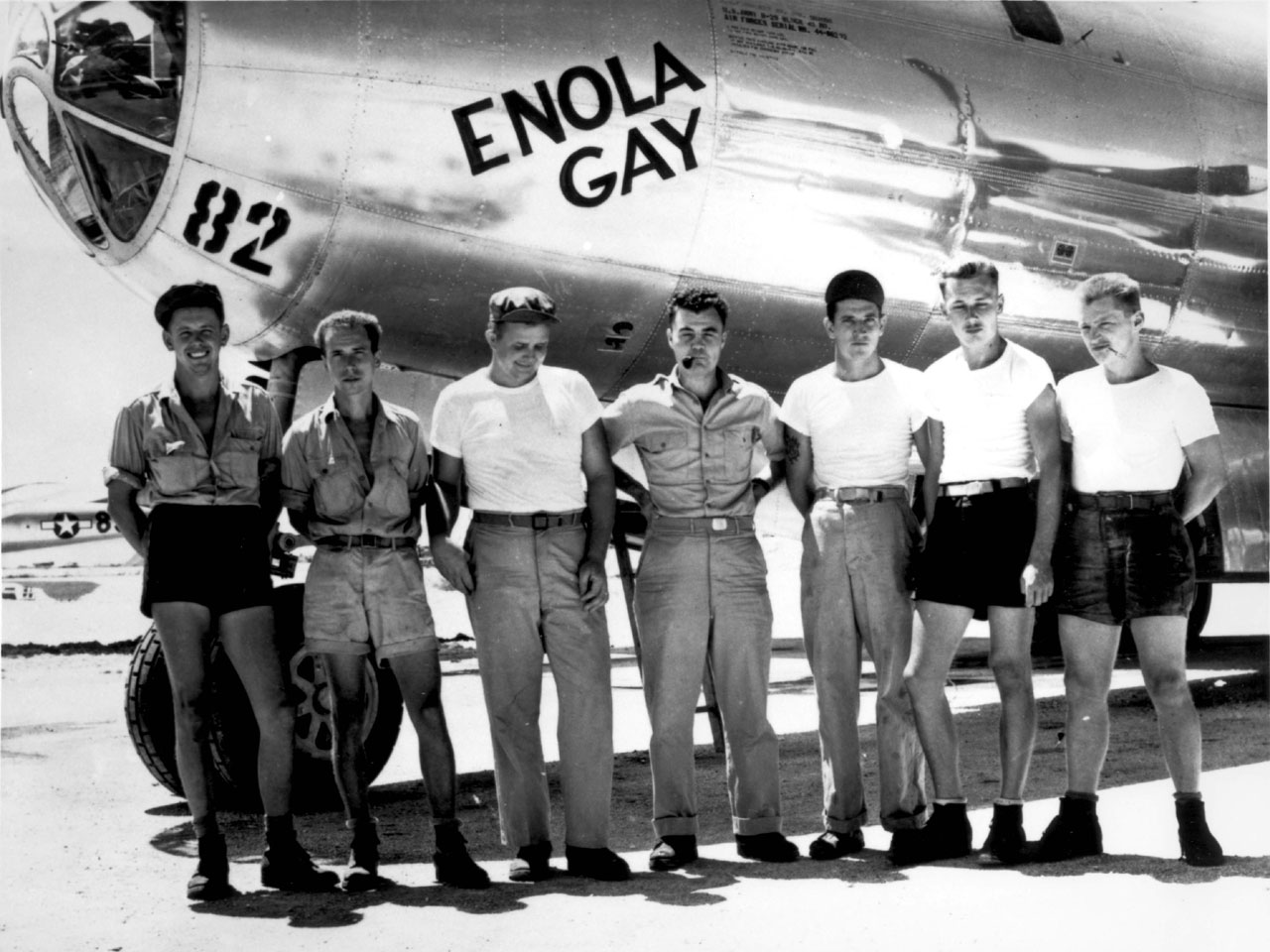
De Hiroshima-crew

Tibbets mocht zelf zijn crew voor de Hiroshima-missie kiezen. Tibbets koos als eerste Theodore Van Kirk als zijn navigator en Thomas Ferebee als zijn bombardier. Beiden hadden samen met Tibbets gevlogen in missies naar Europa in de vroegere dagen van de oorlog. Daar vlogen zij de eerste strategische bombardementsmissies in Europa en Noord-Afrika, met Tibbets als piloot, Van Kirk als navigator en Ferebee als bombardier. Hun vliegtuig toen was een Boeing B-17 Flying Fortress, genaamd Red Gremlin, die het hoofdvliegtuig was van de 97th Operations Group. Ze vlogen ook generaal Dwight D. Eisenhower naar Gibraltar in november 1942, ter voorbereiding van de invasie van Noord-Afrika in de herfst van 1942. Ook Caren en Dusenbury waren deel geweest van Tibbets' B-17-crew in Europa.
Alle andere leden werden ook gekozen door Tibbets zelf. Van de twaalf leden stonden negen namen gestencild op de zijkant van het vliegtuig. De namen van Parsons, Jeppson en Beser stonden er niet bij, omdat hun functies hoofdzakelijk met de bom te maken hadden en zo waren ze dus eerder missie-specialisten dan leden van de vliegtuigcrew.

### Hiroshima
De vliegtuigcrew van de Enola Gay naar Hiroshima bestond uit 12 leden:
- Kolonel Paul Tibbets, vluchtcommandant en piloot
- Kapitein Robert A. Lewis, copiloot
- Majoor Thomas Ferebee, bombardier
- Kapitein Theodore Van Kirk, navigator
- Staff Sergeant Wyatt Duzenbury, boordwerktuigkundige
- Sergeant Robert Shumard, assistent-boordwerktuigkundige
- Private First Class Richard Nelson, radio-operateur
- Staff Sergeant George Caron, staartschutter
- Sergeant Joseph Stiborik, radar-operateur
- Marine Kapitein William Sterling Parsons, wapenmeester en ordonnance officer
- Luitenant Jacob Beser, radar countermeasures-officier
- Luitenant Morris Jeppson, assistent-wapenmeester

### Nagasaki
Voor de Nagasaki-missie werd de Enola Gay gebruikt door Crew B-10, die normaal met de Up An' Atom vlogen.
- Captain George Marquardt – boordcommandant
- Second Lieutenant James M. Anderson – copiloot
- Second Lieutenant Russell Gackenbach – navigator
- Captain James Strudwick – bombardier
- First Lieutenant Jacob Beser – radarspecialist
- Technical Sergeant James Corliss – vluchtingenieur
- Sergeant Warren Coble – radio-operateur
- Sergeant Joseph DiJulio – radaroperateur
- Sergeant Melvin Bierman – staartschutter
- Sergeant Anthony Capua, Jr. – assistent-ingenieur/scanner

## Na 1945

### Operation Crossroads
Nadat het einde van de oorlog was vastgelegd op het oorlogsschip USS Missouri op 2 september 1945, bleef de Enola Gay op Tinian tot 6 november. Daarna werd hij overgevlogen naar Walker Air Force Base in New Mexico waar ze met een squadron zou vliegen.
De Enola Gay deed in de zomer van 1946 mee aan Operation Crossroads op Bikini in de Marshalleilanden om de effecten van nucleaire ontploffingen te testen. De Enola Gay zou meevliegen in deze tests. Na enkele aanpassingen was het vliegtuig klaar om mee te doen in de tests. Tibbets zelf vloog met haar naar Kwajalein in de Marshalls, maar deed uiteindelijk niet mee met de tests. Een andere crew werd gekozen om de testen uit te voeren op oude marineschepen die waren verzameld in Bikini's lagune. De crews van de Army Air Forces vlogen dus met de Enola Gay tijdens Operation Crossroads, maar dropten geen nucleaire apparaten tijdens die tests.
De Enola Gay zou meevliegen in deze tests, maar door een fout van generaal Curtis LeMay keerde de Enola Gay onverrichter zake terug naar de Verenigde Staten.

### Opslag en restauratie
Na Operation Crossroads, eind juli, besloten de Army Air Forces om de Enola Gay buiten actief gebruik te plaatsen en haar over te vliegen naar Arizona. Daar stond ze op het Davis-Monthan Army Airfield voor drie jaar.
Een belangrijk figuur in de geschiedenis van de Enola Gay was generaal Henry Arnold. Hij stond erop dat een grote en verscheidene collectie van geallieerde en vijandige vliegtuigen een tripje naar de schroothoop gespaard bleven. Het liefst zou hij ze tentoonstellen in een nationaal museum gewijd aan de vliegkunst. Door zijn inspanning werd het National Air and Space Museum opgericht, geadministreerd door het Smithsonian Institute. Alles wat Arnold tot dan toe zelf had verzameld, werd al meteen overgeplaatst naar het museum. Voor het samenstellen van de rest van de collectie richtte Arnold zich naar Paul E. Garber, de eerste luchtvaartconservator van het Smithsonian. Samen selecteerden zij de Enola Gay voor hun collectie.
Maar het opslaan van de collectie was een ander verhaal. Omdat de Smithsonian zelf geen vliegveld of landingsbaan bezat, moesten ze een andere geschikte locatie vinden. Op 3 juli 1949 vond de National Air Fair plaats in Park Ridge, Illinois, gesponsord door de National Air and Space Museum en de Air Force Association (opgericht door Arnold). Gebruikmakende van het moment vroegen ze Paul Tibbets om met de Enola Gay van Davis-Monthan naar Park Ridge te vliegen voor een ceremonie om het vliegtuig officieel te overhandigen aan het Smithsonian.
Hoewel ze in bewaring was bij de Smithsonian, stond ze buiten opgeslagen in Pyote Air Force Base in Texas tussen januari 1952 en december 1953. Dit was omdat met het uitbreken van de Koreaanse Oorlog de Air Force de luchtbasis van Park Ridge nodig had, dus moest de collectie verplaatst worden.
Daarom vloog ze op 2 december haar laatste vlucht naar Andrews Air Force Base in Maryland, waar ze tot augustus 1960 buiten bleef staan. Omdat Andrews een basis was met beperkte toegang, was het moeilijk voor het Smithsonian om er een eigen bewakingsteam te stationeren en moesten ze dus rekenen op de United States Airlines om hun collectie te bewaken. Maar omdat ze het vliegtuig buiten hadden gezet, zonder bewaking wegens plaatsgebrek in de hangar, vonden nieuwsgierigen al snel een weg naar binnen en konden die wat kleine onderdelen stelen als souvenirs. Zo konden ook vogels, insecten en slechte weersomstandigheden het vliegtuig aantasten.

Zicht op de volledige Enola Gay, Steven F. Udvar-Hazy Center, 2016

De Smithsonian-staff besloot haar uit elkaar te halen en te verhuizen naar de Paul E. Garber Preservation, Restoration and Storage Facility in Suitland, Maryland, omdat ze bang waren dat ze van buitenaf te ernstig zou worden aangetast. Het complexe ontmantelen van het vliegtuig begon op 10 augustus 1960 en duurde bijna een jaar, tot 21 juli 1961, toen de losse onderdelen eindelijk werden verhuisd naar Suitland, Maryland.
In 1980 brachten enkele leden van de 509th, die nu op pensioenleeftijd waren, een bezoek aan de Enola Gay. Ze stonden versteld van haar slechte toestand en zochten naar manieren om haar te laten restaureren. Ze wilden graag dat de Smithsonian zelf voor de restauratie van de Enola Gay zou zorgen, of dat ze haar zouden overdragen aan de Offutt Air Force Base in Omaha, Nebraska, waar de Strategic Air Command was gestationeerd en een eigen museum had. In midden 1983 werd Walter Boyne de nieuwe directeur van de National Air and Space Museum en tegen december 1984 gaf hij zijn instructies voor de restauratie.
In de jaren 80 kwamen de voormalige leden van de 509th ook vaker samen. Don Rehl en zijn voormalige navigator Frank B. Stewart schreven meerdere ambtenaren aansporende brieven, met de grote steun van Paul Tibbets.
De restauratie, uitgevoerd door Garbers personeel, zou zeven tot negen jaar duren. Ze begonnen in 1984. Dit was het grootste restauratieproject dat het Museum ooit ondernomen had, want uiteindelijk duurde de klus wel twintig jaar: ongeveer 300.000 werkuren.
De B-29 staat nu tentoongesteld in het National Air and Space Museum, Steven F. Udvar-Hazy Center.

## Wetenswaardigheden
- In 1980 bracht de Britse synthesizerpopband Orchestral Manoeuvres in the Dark een nummer uit met de titel Enola Gay. Het lied heeft een antimilitair thema en gaat effectief over het vliegtuig en haar missie.
- In 1985 bracht de Canadese progressieve rockband Rush het nummer Manhattan Project uit, dat ook verwijst naar de piloot van de Enola Gay.
- In 1990 refereert Iron Maiden in het nummer Tailgunner van het album No Prayer for the Dying aan de Enola Gay: "The Enola Gay was my last try". Dat is niet correct, omdat het nummer gaat over luchtgevechten boven Europa en de B-29's alleen boven de Grote Oceaan zijn ingezet.
- Ierse Band Enola Gay heeft een hit met de single The birth of a Nation in 2020.

## Voetnoten
1. ↑  Dit was ongeveer twee keer haar gewicht zonder brandstof, crew en bommen.
2. ↑  Het huidige O’Hare Airport in Chicago.
3. ↑  Rehl en Stewart vlogen geen van beiden mee met de Hiroshima- of de Nagasaki-missie. Ze waren in New Mexico gebleven, klaar om een derde atoombom naar Tinian te vliegen als dat nodig was.
4. ↑  De Air Force Association is een goed gefinancierde lobbygroep voor de luchtmacht en haar veteranen.